# Liste der Straßen in Berlin-Malchow

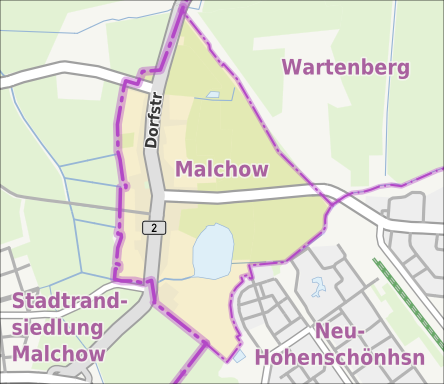
Übersichtskarte von Berlin-Malchow

Die Liste der Straßen in Berlin-Malchow beschreibt die Straßen des Berliner Ortsteils Malchow im Bezirk Lichtenberg. Gleichzeitig ist diese Zusammenstellung ein Teil der Listen aller Berliner Straßen und Plätze.

## Überblick
Mit 612 Einwohnern (Stand: 31. Dezember 2024) auf rund 150 Hektar ist Malchow einer der flächenmäßig kleinsten und der einwohnerschwächste Ortsteil Berlins. Er umfasst lediglich den Malchower Dorfkern als besiedelte Fläche. Die Dorfstraße ist die Hauptachse des Dorfes, Teilstück der Bundesstraße 2, zudem mit 1,1 Kilometern die längste Straße Malchows als auch die einzige Straße, die ausschließlich im Ortsteil verläuft. Zusammen mit der Wartenberger Straße, dem Hohenschönhauser Weg, der Chaussee nach Lindenberg und dem Gutsweg bildete sie bis in die 1930er Jahre das kleine Straßennetz. Mittlerweile gibt es sieben öffentliche Straßen auf Malchower Gebiet. Die Stadtrandsiedlung Malchow gehört seit der Bezirksreform 2001 nicht zu Malchow, sondern bildet einen eigenen Ortsteil im Bezirk Pankow.
Malchow ist dem Postleitzahlenbereich 13051 zugeordnet.

## Übersicht der Straßen
Die nachfolgende Tabelle gibt eine Übersicht über die vorhandenen Straßen  im Ortsteil sowie einige dazugehörige Informationen.
- Name/Lage: aktuelle Bezeichnung der Straße. Über den Link Lage kann die Straße  auf verschiedenen Kartendiensten angezeigt werden. Die Geoposition gibt die Lage der ungefähren Mitte der Straßenlänge an.
- Im amtlichen Straßenverzeichnis nicht aufgeführte Verkehrswege sind mit * gekennzeichnet.
- Ehemalige oder nicht mehr gültige Straßennamen sind kursiv gesetzt. Für bedeutende ehemalige Straßen oder historische Straßennamen ist gegebenenfalls eine gesonderte Liste vorhanden.
- Länge/Maße in Metern:
Die in der Übersicht enthaltenen Längenangaben sind  gerundete Übersichtswerte, die in Google Earth mit dem dortigen Maßstab ermittelt wurden. Sie dienen Vergleichszwecken und werden, sofern amtliche Werte bekannt sind, ausgetauscht und gesondert gekennzeichnet.
Sofern die Straße auch in benachbarte Ortsteile weiterführt, gibt der Zusatz ‚im Ortsteil‘ an, wie lang der Straßenabschnitt innerhalb des Ortsteils dieses Artikels ist.
- Namensherkunft: Ursprung oder Bezug des Namens.
- Anmerkungen: weitere Informationen über anliegende Baudenkmale oder Institutionen, die Geschichte der Straße und historische Bezeichnungen.
- Bild: Foto der Straße oder eines anliegenden Objektes.

| Name/Lage                        | Länge/Maße (in Metern) | Namensherkunft                                                  | Benennungs- datum | Anmerkungen | Bild |
| -------------------------------- | ---------------------- | --------------------------------------------------------------- | ----------------- | --- | --- |
| Blankenburger Pflasterweg (Lage) | 0200 (im Ortsteil)     | Blankenburg, Ortsteil im Bezirk Pankow von Berlin               | nach 1882         | Der ehemalige Blankenburger Weg ist die historische Verbindung zwischen Malchow und Blankenburg. Nachdem die Stadt Berlin die Rittergüter Malchow und Blankenburg 1882 erwarb, veranlasste sie die Pflasterung des Weges zur Erschließung ihrer Rieselfelder, wodurch sich der Name erklärt. Die Straße verläuft mit ihrem größeren Abschnitt in Blankenburg und der Stadtrandsiedlung Malchow. | Blankenburger Pflasterweg                                                                                    |
| Bundesstraße 2 (Lage)            | 0110 (im Ortsteil)     | eine deutsche Bundesstraße                                      | nach 1990         | Die Bundesstraße 2 führt durch den Ortsteil und heißt im bebauten (Dorf-)Bereich Dorfstraße. Nördlich vom Blankenburger Pflasterweg lautet die amtliche und georeferenzierbare Straßenbezeichnung „Bundesstraße 2“. Entsprechend tragen die Grundstücke 4 (KGA Neu-Malchow), 8 (Kunstwerkstatt) und 10 (Hundeplatz) die Adresse Bundesstraße 2. Das Straßenland gehört ab Höhe der Grundstückslinie 4–6 zum Nachbarortsteil Stadtrandsiedlung Malchow und damit zum Bezirk Pankow. Die Straße führt weiter nach Norden und verlässt (auch mit den östlichen Grundstücken) den Ortsteil am Schädlingsgraben etwas nördlich der Unterführung des Berliner Außenrings mit Wechsel nach Wartenberg. Straßenland und die Westseite bleiben in der Stadtrandsiedlung Malchow bis Am Luchgraben. Hier geht die B 2 in Lindenberg (Karl-Marx-Straße) weiter. Die Ausfallstraße von Berlin hieß seit ihrer Anlage Chaussee nach Lindenberg und später Lindenberger Chaussee. Im November 2014 wurde an dieser Straße nach mehrmonatiger Bauzeit Berlins zweite Windkraftanlage in Betrieb genommen, die eine Leistung von durchschnittlich 5 Millionen Kilowattstunden im Jahr liefern soll. Damit können etwa 1500 Vier-Personen-Haushalte mit Strom versorgt werden. Die erste Anlage entstand bereits 2008 im Ortsteil Berlin-Buch. Beide Windräder werden von der Firma „Neue Energie Berlin“ betrieben. | Bundesstraße 2 · Adresse Bundesstraße 2 #4+6 für die Kleingartenanlage Neu-Malchow je nach Süd- und Nordteil |
| Dorfstraße (Lage)                | 1160                   | entsprechend ihrer Lage im Malchower Dorfkern                   | nach 1400         | Die in Nord-Süd-Richtung verlaufende Dorfstraße ist der älteste Verkehrsweg des Ortsteils. Er geht am südlichen Dorfrand aus der Malchower Chaussee hervor und führt bis zum Blankenburger Pflasterweg, wo er in die als Bundesstraße 2 bezeichnete Straße übergeht. Die Straße ist auf ihrer gesamten Länge Bestandteil der Bundesstraße 2. An ihr befinden sich die Dorfkirche Malchow mit dem Friedhof daneben, die Naturschutzstation Malchow und in den denkmalgeschützten Gebäuden des früheren Gutshofs seit dem Jahr 2013 die Stiftung Synanon. | Dorfstraße                                                                                                   |
| Hohenschönhauser Weg (Lage)      | 0575 (im Ortsteil)     | Alt-Hohenschönhausen, Ortsteil im Bezirk Lichtenberg von Berlin | nach 1600         | Der Hohenschönhauser Weg war Teil der historischen Verbindung zwischen Alt-Hohenschönhausen und Malchow und ist heute ein Fußweg. Er beginnt südlich des Dorfkerns auf dem Gebiet der Stadtrandsiedlung Malchow an der Malchower Chaussee, verläuft dann in Malchow und Neu-Hohenschönhausen und endet an der Darßer Straße, die dem Weg teilweise folgt. | Hohenschönhauser Weg                                                                                         |
| Märchenweg (Lage)                | 0225 (im Ortsteil)     | Kolonie ‚Märchenland‘ mit märchenbezogenen Gartenwegen          | nach 1939         | Der Märchenweg geht von der Dorfstraße aus nach Westen und bildet den nördlichen Abschluss der KGA ‚Märchenland‘ in der benachbarten Stadtrandsiedlung Malchow. Bis zur Grenze zur Stadtrandsiedlung Malchow ist der Weg als öffentliche Straße ausgewiesen, dahinter ist er eine (halböffentliche) Privatstraße zur Kolonie ‚Märchenland‘. | Märchenweg                                                                                                   |
| Wartenberger Weg (Lage)          | 0965 (im Ortsteil)     | Wartenberg, Ortsteil im Bezirk Lichtenberg von Berlin           | nach 1600         | Der Wartenberger Weg ist die historische Verbindung nach Wartenberg. Er führt ab der Dorfstraße Richtung Neu-Hohenschönhausen und geht an der Kreuzung Egon-Erwin-Kisch-Straße in die Ernst-Barlach-Straße über. | Wartenberger Weg                                                                                             |
| Zum Hechtgraben (Lage)           | 0525 (im Ortsteil)     | Hechtgraben, Fließgewässer im Bezirk Lichtenberg von Berlin     | 28. März 1984     | Die Straße Zum Hechtgraben geht östlich des Malchower Sees vom Wartenberger Weg ab. Die Straße wurde in den 1930er Jahren als Zufahrtsstraße der neu errichteten Niles-Siedlung angelegt. Die Straße ist auf Höhe der Ortsteilgrenze zu Neu-Hohenschönhausen für den Kfz-Verkehr unterbrochen. Zuvor wurde sie als Straße 14 bezeichnet. In dieser Straße unterhält der Bezirk Lichtenberg einen Kieztreff in einem Plattenbau, der als Bürgerzentrum Hechtgraben ausgebaut werden soll. Hier sind bereits einige Vereine wie der FAN – FamilienANlauf e. V., Verein Kietz für Kids – Freizeitsport oder das FrauenTechnikZentrum ansässig, wollen für das Bürgerzentrum einen eigenen Verein gründen. Die Bezirksverwaltung wollte zur Problematik im Sommer 2018 eine Standortkonferenz organisieren, auf welcher vor allem die Sanierung der Räumlichkeiten (geschätzte Kosten 800.000 Euro) und den Unterhalt des Bürgerzentrums zu klären waren. | Zum Hechtgraben                                                                                              |

## Kleingartenanlage
- KGA ‚Volkspark Malchow‘ (auch Neu-Malchow; An der B2, Nr. 4)